# 陕西师范大学出版社
陕西师范大学出版社是一家中华人民共和国的大学出版社，成立于1985年1月，由陕西师范大学主办，现在是陕西师范大学出版总社的一员。ISBN代号为978-7-5613。

## 评价
该社是中国正版漫画市场的先驱者之一，在2001年引进发行双叶社旗下的人气漫画《蜡笔小新》前32卷。但由于出版社在内容上并未作太多修改删减以及漫画本身所具的争议性，后续单行本的引进工作被各方保守势力阻挠而搁浅。此后在日本漫画市场长时间均无建树，然而2010年1月该出版社又引进了讲谈社旗下漫画《神之雫》，可见其并未真正放弃漫画市场。

## 出版漫画
- 《蜡笔小新》（仅发行前32卷）
- 《神之雫》